# Thaddeus Hyatt

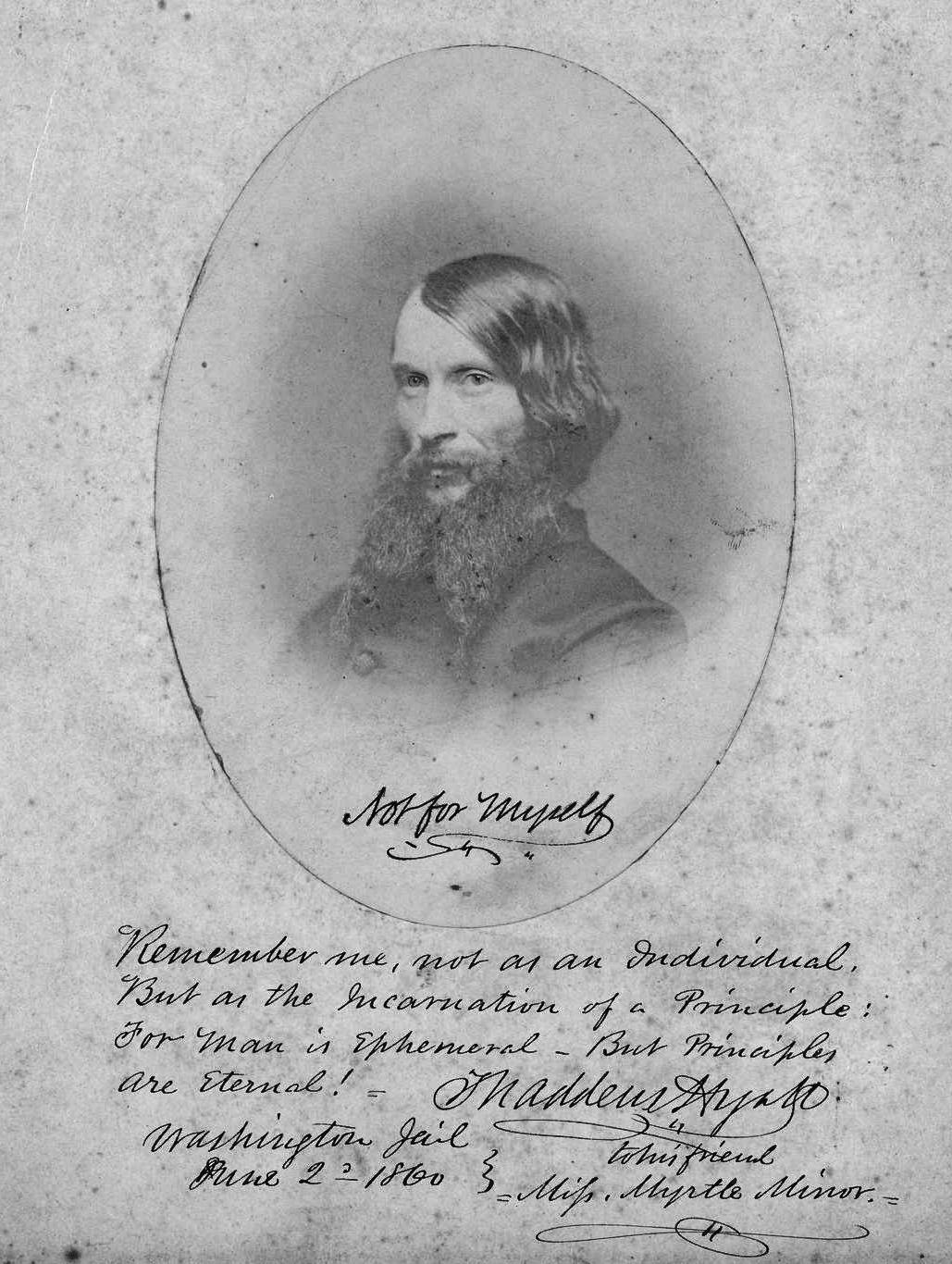
Thaddeus Hyatt (1860)

Thaddeus Hyatt (* 21. Juli 1816 in Rahway, New Jersey; † 25. Juli 1901 in Sandown, Isle of Wight) war ein US-amerikanischer Rechtsanwalt und einer der Erfinder des Eisenbetons.
Hyatt war Rechtsanwalt und Unternehmer. Er wurde durch die Erfindung eines durchsichtigen Pflasters aus Glas, das er in New York produzierte, wohlhabend. In den 1850er Jahren war er in der Abolitionistenbewegung aktiv und gründete in diesem Zusammenhang Siedlungen in Kansas, wo damals ein Machtkampf zwischen Gegnern und Anhängern der Sklaverei in der Besiedlung des neuen Territoriums ausgebrochen war (Bleeding Kansas). Er lernte dabei auch John Brown kennen und initiierte nach dessen Hinrichtung 1859 einen Unterstützungsfonds für dessen Familie.  Er sollte in der Sache John Brown auch vor dem US-Senat aussagen (man verdächtigte ihn an der Besetzung von Harpers Ferry beteiligt gewesen zu sein), verweigerte aber die Aussage und saß 1860 drei Monate im Gefängnis des Kapitol.
Hyatt war 1861 bis 1865 US-amerikanischer Konsul in La Rochelle. Während dieser Zeit war er einmal in Paris versehentlich festgenommen worden, da er eine gewisse Ähnlichkeit mit Garibaldi hatte.
Hyatt lebte später abwechselnd in New York und London – er soll über vierzigmal den Atlantik überquert haben. In seinen späteren Jahren lebte er überwiegend in New York City, mit einem Sommerhaus in Sandown auf der Isle of Wight. In England war er ein Pionier des Eisenbeton-Baus. 1874 baute er das erste Stahlbeton-Haus in London für einen Brandversuch und er veröffentlichte 1877 eine Abhandlung über Stahlbeton, in der er auch genau auf die statischen Vorteile einging (An Account of some experiments with Portland-Cement-Concrete combined with iron as a building material with reference to economy of metal in construction and for security against fire and the making of roofs, floors and walking surfaces). Zum Beispiel erkannte er, dass das Verhältnis der Elastizitätsmoduln von Eisen und Beton etwa 20 ist und die Wärmeausdehnung etwa gleich war, er sprach sich für die Anordnung in zugbeanspruchten Bereichen aus und erkannte auch die vorteilhafte Anwendung im Brückenbau. Er erhielt mehrere Patente (1871 bis 1881) auf Eisenbeton.